# ラプタス
ラプタス（欧字名:Raptus、2016年4月19日 - ）は、日本の競走馬。主な勝ち鞍は2020年の黒船賞、2020年・2021年のかきつばた記念連覇、2021年のサマーチャンピオン、2022年の兵庫ゴールドトロフィー。
馬名の意味は、「衝動。ファンに衝動を与えられる魅力を持つ馬になることを願って」。
なお、ラプタスという名前の競走馬は他にも存在する。
1. 日本の、1994年生まれの競走馬[5]。

## 戦績
- 特記事項なき場合、本節の出典はJBISサーチ[6]

### 2歳（2018年）～3歳（2019年）
2018年12月2日、阪神競馬場の新馬戦でデビューし、2番人気に推されるも5着。続く未勝利戦の2戦は大敗したが、4月京都競馬場の未勝利戦でダート戦に転じ、ようやく初勝利を挙げる。この勝利の後、以前からの気性難もあり去勢手術がなされ、手術・放牧からの復帰後は1勝クラス、2勝クラスを連勝。

### 4歳（2020年）
2020年の初戦、京都での3勝クラス戦羅生門ステークスではバティスティーニと1着を分け合い、オープン入り。オープン初戦、東京競馬場でのバレンタインステークスではスタートで躓き8着に終わった。しかし続く交流重賞黒船賞では2着に0.7秒差をつけて逃げ切り、重賞初挑戦・初勝利を成し遂げた。5月のかきつばた記念も圧倒的1番人気に応え、2着ノボバカラに3馬身差をつけ逃げ切り勝ち。交流重賞連勝とした。続くプロキオンステークスでも先手を取るが直線後続に交わされ6着に敗れる。初の1200ｍ出走となった東京盃は逃げて4着に粘る。続く兵庫ゴールドトロフィーは1番人気に推されたが出脚がつかず中団から捲るような競馬となりハナ、クビ差の3着と惜敗。

### 5歳（2021年）
2021年初戦のジャニュアリーステークスは13着と惨敗に終わる。続くポラリスステークスは逃げたリアンヴェルテを2番手から交わして4戦ぶりの勝利となる。連覇を狙ったかきつばた記念はトップハンデ58kgでの出走となる。レースはテンからダッシュを利かせて先手を奪うと2着テイエムサウスダンに3馬身差をつけ逃げ切り勝ち。前年に続く連覇を達成し、重賞3勝目を手にした。次走、サマーチャンピオンは騎乗予定の幸英明が新型コロナウイルスによるPCR検査により騎乗できず、鮫島克也に乗り替わりとなる。レースは先手を取るとそのまま後続を突き放し2着のサクセスエナジーに7馬身差をつける圧勝。連勝で重賞4勝目を挙げた。鞍上の鮫島はデビュー42年目にしてダートグレード競走初勝利を果たした。重賞3連勝を狙ったテレ玉杯オーバルスプリントは1.8倍と断然の人気を集めるが、スタートで出負けし、さらに最内枠で包まれたことが影響し10着惨敗。続く兵庫ゴールドトロフィーではトップハンデの59kgを背負いながら、逃げるイグナイターを負かしに行ったところをテイエムサウスダンにまとめて差し切られ2着に惜敗した。

### 6歳（2022年）
年明け初戦は3月の黒船賞となったが、2020年の優勝時の不良馬場とは対照的な乾いた力の要る馬場となり、逃げたものの粘りなく6着に敗れた。5月日のかきつばた記念は好スタートからハナを切って終盤まで粘るが、ゴール手前で後続に捕まり3着に敗れた。9月4日、初の海外挑戦で韓国G3のコリアスプリントに出走。終盤まで逃げ粘ったが、ゴール直前で地元韓国のオマオマに交わされ半馬身差の2着に敗北。初のJpnI挑戦で出走した11月3日のJBCスプリントは直線で失速し11着惨敗に終わった。
年内最終戦の兵庫ゴールドトロフィーはトップハンデタイの斤量59キロながら、好位から上り最速の末脚で抜け出し重賞5勝目を挙げた。

### 7歳（2023年）～8歳（2024年）
7歳となった2023年は4戦するがすべて着外に終わる。8歳となった2024年シーズンも精彩を欠いていたが、9月1日に行われたサマーチャンピオンでは好位追走から4コーナーで一旦先頭に立ち、最後の直線でアラジンバローズに差し切られたが2着と好走する。その後、久々の芝参戦となった11月24日の京阪杯では13着、12月25日の兵庫ゴールドトロフィーでは11着に沈んだ。

### 9歳（2025年）
9歳となった2025年も現役を続行し、3月25日の黒船賞で始動したが8着に終わる。4月16日の東京スプリントで7着ののち障害に転向し、5月11日新潟の障害4歳上未勝利に出走したが12着と大敗を喫した。5月24日付けでJRAの競走馬登録を抹消され現役を引退し、馬事公苑で乗馬となる予定。

## 競走成績
以下の内容は、JBISサーチ、netkeiba.comおよびKRAの情報に基づく。
| 競走日     | 競馬場 | 競走名             | 格     | 距離（馬場）  | 頭 数 | 枠 番 | 馬 番 | オッズ （人気） | 着順 | タイム （上り3F） | 着差 | 騎手        | 斤量 [kg] | 1着馬（2着馬）         | 馬体重 [kg] |
| ---------- | ------ | ------------------ | ------ | ------------- | ----- | ----- | ----- | --------------- | ---- | ----------------- | ---- | ----------- | --------- | ---------------------- | ----------- |
| 2018.12.02 | 阪神   | 2歳新馬            |        | 芝2000m（良） | 8     | 5     | 5     | 002.80（2人）   | 05着 | R2:03.5（35.6）   | -0.8 | 0武豊       | 55        | ヒンドゥタイムズ       | 464         |
| 0000.12.15 | 阪神   | 2歳未勝利          |        | 芝1600m（良） | 18    | 1     | 1     | 010.70（5人）   | 15着 | R1:36.5（35.8）   | -1.4 | 0武豊       | 55        | ブリッツアウェイ       | 464         |
| 2019.02.16 | 小倉   | 3歳未勝利          |        | 芝1800m（良） | 16    | 5     | 10    | 007.10（5人）   | 16着 | R1:51.8（39.5）   | -2.3 | 0幸英明     | 56        | サマーセント           | 466         |
| 0000.04.29 | 京都   | 3歳未勝利          |        | ダ1400m（良） | 15    | 6     | 11    | 024.90（9人）   | 01着 | R1:25.4（36.7）   | -0.1 | 0幸英明     | 56        | （ナムラシェパード）   | 466         |
| 0000.09.28 | 阪神   | 3歳上1勝クラス     |        | ダ1400m（良） | 16    | 6     | 12    | 008.00（4人）   | 01着 | R1:23.0（37.3）   | -0.0 | 0幸英明     | 55        | （ヒラソール）         | 458         |
| 0000.10.26 | 京都   | 3歳上2勝クラス     |        | ダ1400m（重） | 15    | 5     | 9     | 001.90（1人）   | 01着 | R1:22.7（36.8）   | -0.1 | 0幸英明     | 55        | （サンライズカラマ）   | 464         |
| 2020.01.18 | 京都   | 羅生門S            | 3勝    | ダ1400m（稍） | 15    | 6     | 11    | 001.70（1人）   | 01着 | R1:23.6（36.9）   | 同着 | 0幸英明     | 55        | バティスティーニ       | 464         |
| 0000.02.16 | 東京   | バレンタインS      | OP     | ダ1400m（稍） | 16    | 2     | 3     | 003.10（1人）   | 08着 | R1:24.6（37.8）   | -1.0 | 0幸英明     | 57        | ショーム               | 462         |
| 0000.03.10 | 高知   | 黒船賞             | JpnIII | ダ1400m（不） | 12    | 4     | 4     | 005.70（5人）   | 01着 | R1:27.3（38.8）   | -0.7 | 0幸英明     | 56        | （テーオージーニアス） | 454         |
| 0000.05.04 | 名古屋 | かきつばた記念     | JpnIII | ダ1400m（良） | 12    | 6     | 7     | 001.60（1人）   | 01着 | R1:25.3（37.1）   | -0.6 | 0幸英明     | 57        | （ノボバカラ）         | 458         |
| 0000.07.12 | 阪神   | プロキオンS        | GIII   | ダ1400m（稍） | 16    | 4     | 7     | 005.90（3人）   | 06着 | R1:22.5（36.3）   | -0.7 | 0幸英明     | 57        | サンライズノヴァ       | 456         |
| 0000.10.07 | 大井   | 東京盃             | JpnII  | ダ1200m（良） | 14    | 8     | 15    | 008.30（5人）   | 04着 | R1:11.1（37.3）   | -0.3 | 0幸英明     | 56        | ジャスティン           | 462         |
| 0000.12.23 | 園田   | 兵庫ゴールドT      | JpnIII | ダ1400m（良） | 12    | 8     | 12    | 002.60（1人）   | 03着 | R1:28.1（38.6）   | -0.1 | 0幸英明     | 57.5      | サクセスエナジー       | 470         |
| 2021.01.17 | 中山   | ジャニュアリーS    | OP     | ダ1200m（良） | 16    | 2     | 3     | 004.50（1人）   | 13着 | R1:11.3（38.4）   | -1.7 | 0幸英明     | 58        | リュウノユキナ         | 472         |
| 0000.03.13 | 阪神   | ポラリスS          | OP     | ダ1400m（重） | 16    | 2     | 3     | 007.60（4人）   | 01着 | R1:22.1（36.2）   | -0.2 | 0幸英明     | 58        | （リアンヴェリテ）     | 470         |
| 0000.05.03 | 名古屋 | かきつばた記念     | JpnIII | ダ1400m（良） | 12    | 4     | 4     | 002.40（2人）   | 01着 | R1:25.2（38.0）   | -0.6 | 0幸英明     | 58        | （テイエムサウスダン） | 466         |
| 0000.09.01 | 佐賀   | サマーチャンピオン | JpnIII | ダ1400m（良） | 11    | 2     | 2     | 001.70（1人）   | 01着 | R1:25.9（37.6）   | -1.3 | 0鮫島克也   | 58.5      | （サクセスエナジー）   | 468         |
| 0000.09.23 | 浦和   | テレ玉杯オーバルSP | JpnIII | ダ1400m（良） | 12    | 1     | 1     | 001.80（1人）   | 10着 | R1:26.5（37.6）   | -1.9 | 0幸英明     | 56        | テイエムサウスダン     | 471         |
| 0000.12.22 | 園田   | 兵庫ゴールドT      | JpnIII | ダ1400m（稍） | 11    | 8     | 11    | 003.70（2人）   | 02着 | R1:27.2（38.2）   | -0.2 | 0幸英明     | 59        | テイエムサウスダン     | 470         |
| 2022.03.16 | 高知   | 黒船賞             | JpnIII | ダ1400m（良） | 11    | 5     | 6     | 001.80（1人）   | 06着 | 01:31.7（40.7）   | -1.4 | 0幸英明     | 57        | イグナイター           | 459         |
| 0000.05.03 | 名古屋 | かきつばた記念     | JpnIII | ダ1500m（稍） | 12    | 3     | 3     | 006.10（4人）   | 03着 | 01:32.1（38.0）   | -0.3 | 0幸英明     | 59        | イグナイター           | 471         |
| 0000.09.04 | ソウル | コリアスプリント   | G3     | ダ1200m（We） | 12    | 9     | 9     | 002.30（1人）   | 02着 | 01:11.2（36.3）   | -0.0 | 0幸英明     | 57        | Eoma Eoma              | 462         |
| 0000.11.03 | 盛岡   | JBCスプリント      | JpnI   | ダ1200m（良） | 14    | 3     | 4     | 084.1（10人）   | 11着 | R1:10.6（35.8）   | -1.5 | 0幸英明     | 57        | ダンシングプリンス     | 467         |
| 0000.12.21 | 園田   | 兵庫ゴールドT      | JpnIII | ダ1400m（良） | 12    | 1     | 1     | 011.20（4人）   | 01着 | R1:27.3（37.8）   | -0.2 | 0幸英明     | 59        | （シャマル）           | 473         |
| 2023.03.14 | 高知   | 黒船賞             | JpnIII | ダ1400m（不） | 12    | 2     | 2     | 008.80（5人）   | 05着 | R1:29.4（38.8）   | -1.1 | 0幸英明     | 57        | シャマル               | 461         |
| 0000.09.20 | 浦和   | テレ玉杯オーバルSP | JpnIII | ダ1400m（不） | 10    | 2     | 2     | 016.60（4人）   | 06着 | R1:26.8（39.2）   | -1.1 | 0幸英明     | 57        | ドライスタウト         | 470         |
| 0000.11.03 | 大井   | JBCスプリント      | JpnI   | ダ1200m（良） | 15    | 4     | 7     | 155.7（10人）   | 05着 | R1:13.0（38.6）   | -1.0 | 0幸英明     | 57        | イグナイター           | 468         |
| 0000.12.10 | 中山   | カペラS            | GIII   | ダ1200m（良） | 16    | 3     | 5     | 061.9（13人）   | 07着 | R1:10.5（36.5）   | -1.2 | 0幸英明     | 58        | テイエムトッキュウ     | 476         |
| 2024.02.29 | 名古屋 | かきつばた記念     | JpnIII | ダ1500m（稍） | 12    | 3     | 3     | 032.00（6人）   | 09着 | R1:34.4（39.9）   | -1.6 | 0森一馬     | 57        | サンライズホーク       | 475         |
| 0000.06.02 | 京都   | 松風月S            | OP     | ダ1200m（稍） | 16    | 2     | 4     | 080.9（13人）   | 07着 | R1:11.2（36.6）   | -0.7 | 0小沢大仁   | 60.5      | ジレトール             | 474         |
| 0000.09.01 | 佐賀   | サマーチャンピオン | JpnIII | ダ1400m（重） | 12    | 2     | 2     | 017.10（6人）   | 02着 | R1:26.1（37.7）   | -0.2 | 0金山昇馬   | 60        | アラジンバローズ       | 479         |
| 0000.11.24 | 京都   | 京阪杯             | GIII   | 芝1200m（良） | 18    | 8     | 18    | 301.4（18人）   | 13着 | R1:10.4（35.6）   | -2.7 | 0河原田菜々 | 57        | ビッグシーザー         | 474         |
| 0000.12.25 | 園田   | 兵庫ゴールドT      | JpnIII | ダ1400m（良） | 12    | 5     | 5     | 015.40（7人）   | 11着 | R1:30.7（40.9）   | -2.3 | 0幸英明     | 60        | フォーヴィスム         | 471         |
| 2025.03.25 | 高知   | 黒船賞             | JpnIII | ダ1400m（良） | 12    | 1     | 1     | 064.80（6人）   | 08着 | R1:31.6（41.9）   | -1.8 | 0幸英明     | 57        | シャマル               | 463         |
| 0000.04.16 | 大井   | 東京スプリント     | JpnIII | ダ1200m（稍） | 15    | 8     | 14    | 306.6（13人）   | 07着 | R1:11.9（37.4）   | -0.6 | 0小沢大仁   | 56        | エートラックス         | 461         |
| 0000.05.11 | 新潟   | 障害4歳上未勝利    |        | 障2890m（稍） | 14    | 4     | 5     | 061.3（12人）   | 12着 | R3:23.6（14.1）   | -9.3 | 0小坂忠士   | 60        | ヒルズカーン           | 480         |

- 海外の競走の「枠番」欄にはゲート番を記載
- 海外のオッズ・人気は現地主催者発表のもの（日本式のオッズ表記とした）

1. ↑  障害戦は平均1F

## 血統表
| ラプタスの血統                  | ラプタスの血統                                       | ラプタスの血統                          | （血統表の出典）                        | （血統表の出典） |
| 父系                            | サンデーサイレンス系/ヘイロー系                      | サンデーサイレンス系/ヘイロー系         | サンデーサイレンス系/ヘイロー系         | [ § 2 ]          |
| 父 ディープブリランテ 2009 鹿毛 | 父の父ディープインパクト 2002 鹿毛                   | * サンデーサイレンス Sunday Silence     | Halo                                    | Halo             |
| 父 ディープブリランテ 2009 鹿毛 | 父の父ディープインパクト 2002 鹿毛                   | * サンデーサイレンス Sunday Silence     | Wishing Well                            |                  |
| 父 ディープブリランテ 2009 鹿毛 | 父の父ディープインパクト 2002 鹿毛                   | * ウインドインハーヘア Wind in Her Hair | Alzao                                   | Alzao            |
| 父 ディープブリランテ 2009 鹿毛 | 父の父ディープインパクト 2002 鹿毛                   | * ウインドインハーヘア Wind in Her Hair | Burghclere                              |                  |
| 父 ディープブリランテ 2009 鹿毛 | 父の母*ラヴアンドバブルズ Love and Bubbles 2001 鹿毛 | Loup Sauvage                            | Riverman                                | Riverman         |
| 父 ディープブリランテ 2009 鹿毛 | 父の母*ラヴアンドバブルズ Love and Bubbles 2001 鹿毛 | Loup Sauvage                            | Louveterie                              |                  |
| 父 ディープブリランテ 2009 鹿毛 | 父の母*ラヴアンドバブルズ Love and Bubbles 2001 鹿毛 | *バブルドリーム Bubble Dream            | Akarad                                  | Akarad           |
| 父 ディープブリランテ 2009 鹿毛 | 父の母*ラヴアンドバブルズ Love and Bubbles 2001 鹿毛 | *バブルドリーム Bubble Dream            | *バブルプロスペクター Bubble Prospector |                  |
| 母 エアラホーヤ 2003 青鹿毛     | 母の父*ボストンハーバー Boston Harbor 1994 鹿毛      | Capote                                  | Seattle Slew                            | Seattle Slew     |
| 母 エアラホーヤ 2003 青鹿毛     | 母の父*ボストンハーバー Boston Harbor 1994 鹿毛      | Capote                                  | Too Bald                                |                  |
| 母 エアラホーヤ 2003 青鹿毛     | 母の父*ボストンハーバー Boston Harbor 1994 鹿毛      | Harbor Springs                          | Vice Regent                             | Vice Regent      |
| 母 エアラホーヤ 2003 青鹿毛     | 母の父*ボストンハーバー Boston Harbor 1994 鹿毛      | Harbor Springs                          | Tinnitus                                |                  |
| 母 エアラホーヤ 2003 青鹿毛     | 母の母*テンザンストーム Tenzan Storm 1994 鹿毛       | Storm Cat                               | Storm Bird                              | Storm Bird       |
| 母 エアラホーヤ 2003 青鹿毛     | 母の母*テンザンストーム Tenzan Storm 1994 鹿毛       | Storm Cat                               | Terlingua                               |                  |
| 母 エアラホーヤ 2003 青鹿毛     | 母の母*テンザンストーム Tenzan Storm 1994 鹿毛       | Rythmical                               | Fappiano                                | Fappiano         |
| 母 エアラホーヤ 2003 青鹿毛     | 母の母*テンザンストーム Tenzan Storm 1994 鹿毛       | Rythmical                               | Graceful Gal                            |                  |
| 母系(F-No.)                     | テンザンストーム(USA)系(FN:13-c)                     | テンザンストーム(USA)系(FN:13-c)        | テンザンストーム(USA)系(FN:13-c)        | [ § 3 ]          |
| 5代内の近親交配                 | Northern Dancer 5･5（母内）＝6.25%                   | Northern Dancer 5･5（母内）＝6.25%      | Northern Dancer 5･5（母内）＝6.25%      | [ § 4 ]          |
| 出典                            | 1. 2. 3. 4.                                          | 1. 2. 3. 4.                             | 1. 2. 3. 4.                             | 1. 2. 3. 4.      |

- 半兄マジェスティハーツは2013年神戸新聞杯2着など重賞2着4回[27]。
- 母の母テンザンストームは菩提樹ステークスでタイキシャトルに勝利している[28]。
- そのほかの近親はナタシュカ#主なファミリーラインを参照。